# Aaron Sanders
Aaron Sanders (Templeton, 16 aprile 1996) è un attore statunitense.

## Biografia
Nato a Templeton, California, Aaron ora risiede nella zona di Los Angeles con la madre e il fratello Cameron. Dopo essere stato notato dalla LA talent search, Aaron decise di provare a intraprendere la recitazione. Egli divenne subito un attore professionista, facendo il suo debutto televisivo in un episodio della serie Passions nel 2005. Ha interpretato il ruolo di Morgan Corinthos, dal 2010 al 2011, nella serie televisiva della ABC General Hospital.
Aaron è alunno alla Templeton Home School, svolge un programma di studio indipendente per facilitare il lavoro da attore e lo tiene sul curriculum come i suoi compagni di classe a casa. I suoi sport preferiti sono il golf, baseball e basket. Aaron ha un interesse nel settore dell'aviazione e sta attualmente lavorando sulle sue abilità per guadagnare una licenza di pilota. Aaron ha due chihuahua energetiche, biscuit e Jax.

## Televisione
| Anno | Titolo             | Ruolo              | Note                                                    |
| ---- | ------------------ | ------------------ | ------------------------------------------------------- |
| 2005 | Passions           | Bambino povero     | 1 episodio                                              |
| 2006 | Crumbs             | Jody a 8 anni      | 1 episodio: "Jody Crumb, Superstar " - Titolo originale |
| 2007 | CSI: Miami         | Giovane Lucas Wade | 1 episodio: "Nato per uccidere"                         |
| 2010 | Modern Family      | Jeremy             | 1 episodio: "Il bacio"                                  |
| 2010 | Private Practice   | Zack Harris        | 1 episodio: "Scelte dolorose"                           |
| 2010 | General Hospital   | Morgan Corinthos   | 37 episodi                                              |
| 2011 | Childrens Hospital | Randall            | 1 episodio: "Ward 8" - Titolo originale                 |

## Filmografia
| Anno | Titolo                        | Ruolo        | Note |
| ---- | ----------------------------- | ------------ | ---- |
| 2005 | Genetically Challenged        | Giovane Zach |      |
| 2008 | Merry Christmas, Drake & Josh |              |      |
| 2009 | No Greater Love               | Ethan Baker  |      |
| 2009 | A Single Man                  | Tom Strunk   |      |
| 2010 | Snowmen                       |              |      |